# Хвостата жаба
Хвостата жаба (Ascaphus) — рід земноводних родини Ascaphidae ряду Безхвості. Має 2 види.

## Опис
Загальна довжина представників цього роду коливається від 3 до 5 см. Спостерігається деякий статевий диморфізм: передні і задні кінцівки у самців довше і товщі, ніж у самиць. Великі очі з вертикальними зіницями. Хребці у них двовигнуті (амфіцельні). Протягом усього життя у них зберігаються ребра і в тазовому поясі є передлобковий хрящ. Передгрудини немає, а невелика грудина цілком хрящова. Легені їх невеликі, а шкіра багата кровоносними судинами і є основним органом дихання. У цих жаб відсутнє середнє вухо і євстахієві труби. Самець має хвіст, що являє собою копулятивний орган. У самиці хвоста немає, а є лише коротка, малопомітна анальна трубка. Шкіра може бути гладенькою або вкритою поодинокими бородавками. Пальці передніх кінцівок, довгі і тонкі, абсолютно вільні від перетинок. На задніх кінцівках пальці з'єднані перетинкою тільки в основі. Шлюбні мозолі самців розташовуються у на внутрішній стороні першого пальця, на передпліччі і у деяких навіть на плечі.
Бура поверхню тіла нерівномірно вкрита чорними плямами, з боків голови є бурі довгасті привушні залози. Між очима зелена або жовта смуга, морда зеленувата або рудувато-коричнева. Черево жовтувато-білого кольору.

## Спосіб життя
Полюбляє лісові місцини, холодні водойми у прибережних та гірських районах. Велику частину життя хвостаті жаби проводять у струмках, ховаючись під камінням. Тримаються вони поодинці. Зрідка після періоду сильних дощів тварини залишають струмок і виходять на сушу, до лісу.
Статева зрілість настає у 7—8 років. Період розмноження триває з травня до жовтня. Самці хвостатих жаб не влаштовують «шлюбних концертів». Самець активно розшукує самицю, повзаючи по дну струмка. Зустрівшись з нею, він обхоплює її попереду задніх лап, у паховій області. У цих земноводних внутрішнє запліднення. Самиця відкладає до 50 яєць у струмки грудкою, прикріплюючи до нижньої сторони каменів. Яйця великі і досягають 5 мм в діаметрі, а з оболонкою — 8 мм. Вони позбавлені пігменту. Ікра розвивається близько місяця.
Контури тіла пуголовків мають клиноподібну форму, хвіст у них довгий, хвостовий гребінь низький і ніколи не простягається на тіло. Дихальний отвір знаходиться на нижній стороні тіла, близько анального отвору. Забарвлення пуголовків темне, поцятковане плямами. Хвіст за кольором не відрізняється від тіла, його кінчик — білий. Рот дуже великий, круглий, на верхній губі є 2—3, на нижній — 7-10 безперервних рядів губних зубів. За допомогою великих губ пуголовки прикріплюються до каменів і зіскоблюють з їх поверхні водорості. Метаморфоз триває 1—3 роки.

## Розповсюдження
Мешкають на північному заході США і у південно-західній Канаді.

## Види
- Ascaphus montanus
- Ascaphus truei